# Mark van der Maarel
Mark van der Maarel (nascut el 12 d'agost de 1989) és un futbolista professional neerlandès que juga com a lateral dret al club FC Utrecht, de l'Eredivisie on ha desenvolupat tota la seva carrera professional. Nascut a Arnhem, és d'origen indonesi de banda de la seva mare, que és d'Indonèsia.

## Carrera de club
Nascut a Arnhem, Van der Maarel va jugar a l'SV Argon en la seva joventut, i després d'un període al juvenil de l'HFC Haarlem, es va incorporar al FC Utrecht el maig de 2008.
Va debutar el 22 d'agost de 2009 en un amistós contra l'USV Elinkwijk. El seu primer partit de lliga va ser el 20 de setembre contra l'ADO Den Haag, on va substituir el lesionat Sander Keller després de 67 minuts. A causa de les lesions del lateral dret regular i del capità de l'equip Tim Cornelisse, va mantenir el seu lloc al primer equip i va fer una contribució impressionant al millor inici de temporada de l'Utrecht. En la victòria per 1-0 contra el campió AZ Alkmaar, va ser escollit l'home del partit.
A la temporada 2017-18, Van der Maarel va ser nomenat Jugador de l'Any del FC Utrecht pels seguidors del club i, per tant, va guanyar el Trofeu David di Tommaso. L'afició el va premiar per la seva perseverança i el fet que durant la temporada va trencar el límit emblemàtic dels 200 partits de l'Eredivisie amb l'Utrecht. A més, el defensa va aconseguir marcar quatre gols.
El 22 de febrer de 2021, Van der Maarel va signar una pròrroga de contracte de dos anys, mantenint-lo part d'Utrecht fins al 2023. En aquell moment, havia fet 307 aparicions oficials amb el club, el que el va convertir en el sisè a la llista de tots els temps de la majoria de partits jugats amb l'Utrecht.

## Carrera internacional
El 5 d'octubre, Van der Maarel va ser convocat per als Països Baixos sub-21, per a les eliminatòries del grup 4 del Campionat d'Europa sub-21 a Finlàndia i Polònia. Aquí també es va beneficiar dels problemes de lesions del defensa del Feyenoord Kelvin Leerdam.